# Ormone

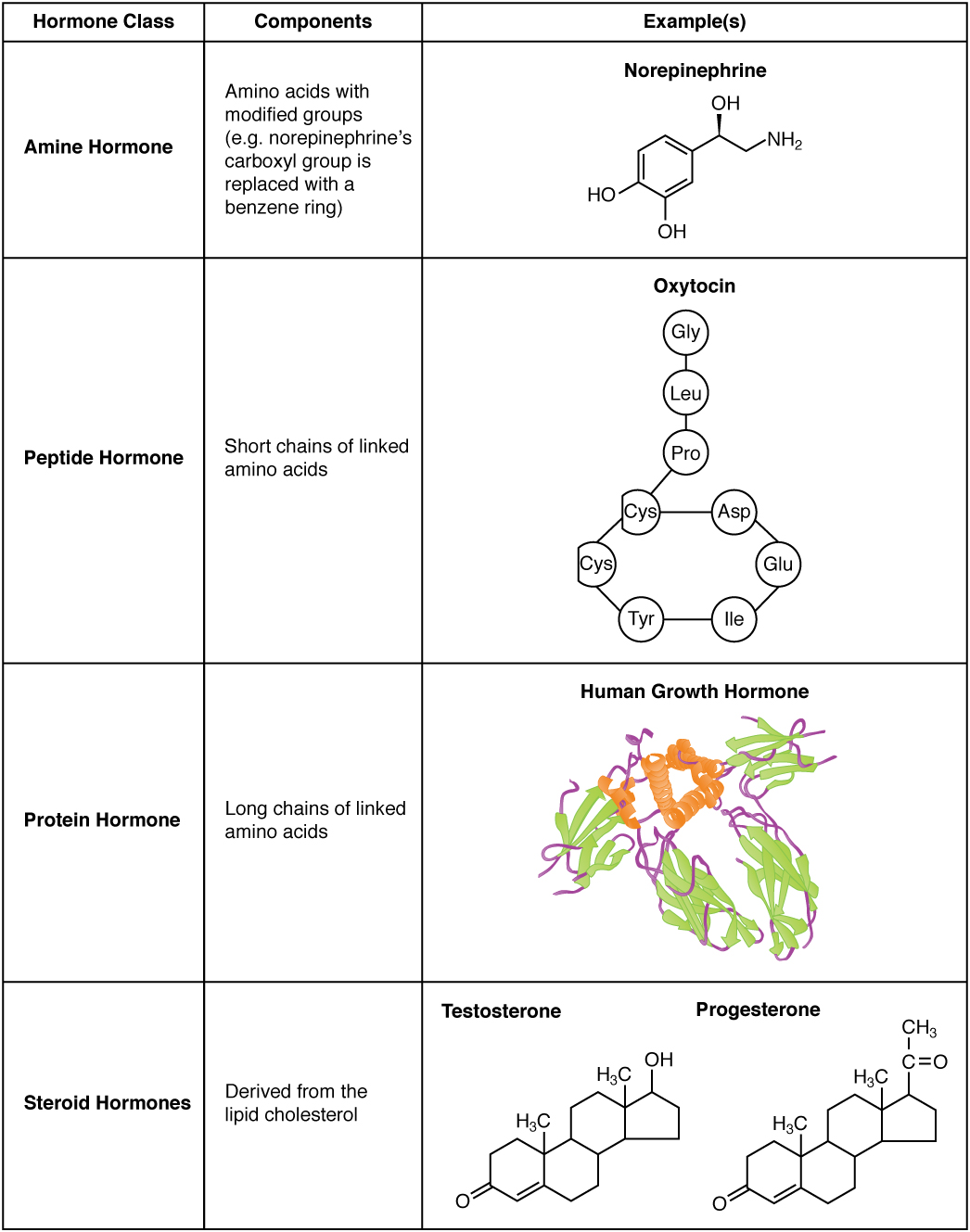
Diversi tipi di ormoni prodotti nel corpo umano, con diversi ruoli e funzioni biologiche.

Un ormone (termine coniato nel 1905 dal verbo greco ὁρμάω (ormào), che significa "stimolare", "eccitare" o "risvegliare") è una sostanza che in un organismo vivente funge da messaggero chimico; viene secreto nel plasma da ghiandole o cellule endocrine con il compito di trasmettere segnali da una cellula (o un gruppo di cellule) a un'altra cellula (o altro gruppo di cellule), agendo su bersagli distanti con efficacia anche a concentrazioni molto basse. Solo le cellule bersaglio dotate di recettori per l'ormone rispondono al segnale.
Gli ormoni sono responsabili di svariati effetti a lungo termine all'interno dell'organismo che coinvolgono il metabolismo, la regolazione dell'ambiente interno (temperatura corporea, bilancio idrico e ionico), la riproduzione, la crescita e lo sviluppo. Essi agiscono sulle cellule dell'organo bersaglio essenzialmente in tre modalità: controllo e regolazione dell'espressione genica e sintesi di proteine, modulazione della velocità di reazioni enzimatiche e controllo e regolazione del trasporto ionico o molecolare attraverso le membrane cellulari.
L'effetto dell'ormone può essere temporaneo e limitato nel tempo, a causa della cessazione della loro produzione, della loro rimozione dal sangue o della terminazione dell'attività della cellula bersaglio. La velocità di degradazione dell'ormone è indicata dalla sua emivita.

## Meccanismo di azione
Virtualmente, tutti i tessuti dell'organismo rispondono agli ormoni, e le azioni ormonali possono essere suddivise fondamentalmente in quattro categorie.
- Sviluppo e crescita: l'influenza degli ormoni nello sviluppo è evidente fin dalla fase fetale. Ad esempio, la carenza di ormoni tiroidei può causare alterazioni nel sistema nervoso centrale, mentre le anomalie nella secrezione degli steroidi gonadici possono portare a difetti nella differenziazione sessuale, come l'ermafroditismo o il pseudoermafroditismo. Dopo la nascita, gli ormoni che principalmente controllano la crescita sono l'ormone della crescita (GH), le somatomedine, la Vitamina D (necessaria per la maturazione dello scheletro), gli steroidi sessuali (che inducono la saldatura delle epifisi) e gli ormoni tiroidei.

- Produzione di energia e utilizzo dei substrati metabolici: l'insulina, il glucagone, la somatotropina, le catecolamine, gli ormoni tiroidei e i glicocorticoidi regolano il metabolismo dei carboidrati, dei grassi, delle proteine e degli acidi nucleici. Questi ormoni sono responsabili della conversione dei nutrienti assunti con la dieta in energia immediatamente utilizzabile (come la produzione di calorie) o in processi sintetici (come la sintesi di tessuti o la formazione di depositi).

- Mantenimento dell'omeostasi: gli ormoni sono responsabili del mantenimento e della regolazione delle condizioni ottimali di tutti gli organi e i sistemi del corpo, anche in risposta ai cambiamenti ambientali. Essi controllano i principali meccanismi omeostatici, tra cui la pressione arteriosa, la frequenza cardiaca, il bilancio idroelettrolitico, l'equilibrio acido-base, la temperatura corporea e la composizione dei tessuti corporei (come la massa ossea, il tessuto muscolare e il tessuto adiposo).

- Riproduzione: gli ormoni svolgono un ruolo chiave nel controllo dello sviluppo e della funzione delle gonadi. Contribuiscono anche alla differenziazione anatomica, funzionale e comportamentale dei due sessi. Gli estrogeni, il progesterone e gli androgeni, regolati dagli ormoni ipofisari, consentono la maturazione sessuale, l'acquisizione e il mantenimento della capacità riproduttiva, la gravidanza, il parto e la lattazione.

## Interazione ormonale
Gli ormoni sono caratterizzati da meccanismi di interazione definiti come sinergia, permissività ed antagonismo.
- Quando due o più ormoni agiscono in combinazione e il loro effetto è superiore alla somma degli effetti individuali, si parla di interazione sinergica. Ad esempio il potere iperglicemizzante di glucagone ed adrenalina.
- Se un ormone non può manifestare pienamente il suo effetto senza la presenza di un secondo ormone, si dice che il secondo ormone è permissivo nei confronti del primo. Ad esempio il fattore di crescita insulino-simile IGF-1 stimola la crescita scheletrica in presenza degli ormoni tiroidei.
- Quando un ormone contrasta l'azione fisiologica di un altro ormone, si definiscono antagonisti. Ad esempio l'insulina ed il glucagone.

## Patologie endocrine
Le patologie causate da un eccesso di ormoni sono generalmente dovute a ipersecrezione. I sintomi di una carenza ormonale si manifestano quando viene prodotta una quantità insufficiente di ormone (iposecrezione). Le alterazioni nella risposta del tessuto bersaglio posso offrirti e derivare da difetti nei recettori per l'ormone o nelle vie di trasduzione del segnale. Le patologie primarie si sviluppano nell'ultima ghiandola endocrina di una via endocrina. Una patologia secondaria si origina in uno dei tessuti che producono ormoni trofici.

I livelli di glucosio nel sangue vengono mantenuti a un livello costante nel corpo da un meccanismo di feedback negativo. Quando il livello di glucosio nel sangue è troppo alto, il pancreas secerne insulina e quando il livello è troppo basso, il pancreas secerne quindi glucagone. La linea piatta mostrata rappresenta il set point omeostatico. La linea sinusoidale rappresenta il livello di glucosio nel sangue.

## Struttura
Gli ormoni possono essere classificati in tre categorie: ormoni peptidici o proteici, formati da tre o più aminoacidi; ormoni steroidei, derivati dal colesterolo; e ormoni derivati dagli aminoacidi, come la tirosina (es. catecolamine e ormoni tiroidei) o il triptofano (es. melatonina).

### Ormoni peptidici e proteici
Gli ormoni peptidici includono peptidi di dimensioni ridotte, polipeptidi e glicoproteine di maggiori dimensioni molecolari. Essi sono solubili in acqua e quindi circolano liberamente nel plasma ed hanno una breve emivita. Essi si legano ai recettori di superficie presenti sulle cellule bersaglio, innescando risposte cellulari rapide attraverso la trasduzione del segnale. In alcuni casi, gli ormoni peptidici inducono anche la sintesi di nuove proteine. Gli ormoni peptidici vengono sintetizzati come preproormoni e successivamente elaborati in proormoni. Questi ultimi vengono suddivisi in ormoni attivi e frammenti peptidici che vengono rilasciati insieme. La sintesi degli ormoni peptidici avviene seguendo lo stesso processo delle altre molecole proteiche non ormonali, che comprende la sintesi nel reticolo endoplasmatico, il trasporto alle cisterne di Golgi e l'immagazzinamento nei granuli secretori. Tuttavia, gli ormoni peptidici si distinguono per la sintesi codificata da più geni, la formazione di più ormoni da un precursore comune e la sintesi in più subunità. Il processo di sintesi inizia con la traduzione delle informazioni contenute nel DNA genico e prosegue in un ordine preciso grazie ai segnali specifici mediati dall'mRNA (RNA messaggero).
Gli ormoni proteici derivano da precursori più grandi e complessi, che subiscono successivi processi proteolitici fino a formare l'ormone finale. Sulla base di queste caratteristiche, possono essere suddivisi in diversi gruppi: alcuni polipeptidi, prima di essere trasformati nel prodotto finale, possono essere rilasciati nel circolo come pre-pro-ormoni e svolgere una certa attività biologica, come nel caso dell'insulina. Altri complessi molecolari sono costituiti da sequenze che non si ritrovano nell'ormone finale o che danno origine a diversi prodotti biologicamente attivi. Un altro gruppo di ormoni proteici più complessi è sintetizzato in due pre-subunità che successivamente si uniscono. Questo meccanismo di secrezione si verifica, ad esempio, negli ormoni ipofisari come l'ormone stimolante della tiroide (TSH), l'ormone follicolo-stimolante (FSH), l'ormone luteinizzante (LH) e la gonadotropina corionica umana (HCG), che contengono un'elevata quantità di carboidrati e appartengono alla classe delle glicoproteine.
Lista di ormoni peptidici suddivisi per organo secretorio:
Ipotalamo
- Arginin-vasopressina
- Ormone di rilascio della tireotropina (TRH)
- Ormone di rilascio della corticotropina (CRH)
- Ormone di rilascio della gonadotropina (GnRh)
- Ormone di rilascio della somatotropina (GHRH)
- Ormone di rilascio della prolattina (PRF)
- Somatostatina
- Kisspeptina

Ipofisi posteriore
- Ossitocina
- Vasopressina (ADH)

Ipofisi anteriore
- Prolattina (PRL)
- Somatotropina (GH)
- Corticotropina (ACTH)
- Tireotropina (TSH)
- Follicolo-stimolante (FSH)
- Luteinizzante (LH)
- Melanotropo (MSH)

Paratiroide
- Paratormone (PTH)
- Peptide Correlato al Paratormone (PTHrP)
- Calcitonina (CT)

Timo
- Timosina
- Timopoietina

Cuore e sistema vascolare
- Peptide Natriuretico Atriale (ANP)
- Arginina vasopressina
- Angiotensina
- Endoteline
- Bradichinina

Fegato
- Angiotensinogeno
- Fattori di Crescita Insulino-simili

Stomaco e intestino tenue
- Gastrina
- Colecistochinina
- Secretina
- Glucagone
- Peptide Vasoattivo Intestinale (VIP)
- Peptide Inibitorio Gastrico (GIP)
- Somatostatina
- Motilina
- Sostanza P
- Grelina

Pancreas
- Insulina
- Glucagone
- Somatostatina
- Polipeptide pancreatico

Rene
- Eritropoietina (EPO)

Testicoli
- Inibina
- Activina
- Fattore insulino-simile 3 (INSL3)

Ovaio
- Inibina
- Relaxina (durante la gravidanza)
- Ossitocina
- Ormone Anti-Mulleriano (AMH)

Tessuto adiposo
- Leptina
- Adiponectina
- Resistina

Placenta
- Somatomammotropina Corionica Umana
- Gonadotropina Corionica Umana (hCG)

Altri tessuti (fattori di crescita e citochine)
- Fattore di Crescita Insulino-simile (IGFs)
- Fattore di Crescita dell'Epidermide (EGF)
- Interleuchine (ILs)
- Fattore di Necrosi Tumorale (TNF)-α

### Ormoni steroidei
Gli ormoni steroidei sono liposolubili ed in grado di diffondersi liberamente all'interno delle cellule, svolgendo la loro azione dopo essersi legati a recettori localizzati nel nucleo. Contrariamente ad altri ormoni, vengono sintetizzati solo quando necessari. Sono idrofobici e la maggior parte di essi nel sangue è legata a proteine di trasporto. Gli ormoni steroidei sono caratterizzati da una lunga emivita. Di solito, i recettori per gli ormoni steroidei si trovano all'interno delle cellule bersaglio, dove attivano o reprimono geni e influenzano la sintesi di nuove proteine e quindi la risposta cellulare è più lenta rispetto a quella indotta dagli ormoni peptidici. Gli ormoni steroidei possono anche legarsi ai recettori di membrana ed esercitare effetti non genomici. La loro struttura chimica, che è policiclica, deriva dal colesterolo. Essi sono classificati in base alla loro sede di produzione come steroidi gonadici e surrenalici. In questa categoria rientrano anche la Vitamina D e i suoi analoghi. Gli ormoni steroidei prodotti dalle ghiandole surrenali e dalle gonadi possono essere suddivisi in sottogruppi a seconda del numero di atomi di carbonio presenti nel nucleo steroideo. Il progesterone, i glicocorticoidi e i mineralcorticoidi derivano da una successiva sintesi del pregnano, una sostanza semplice che contiene 21 atomi di carbonio. Gli estrogeni derivano dal nucleo dell'estrano, che ha 18 atomi di carbonio, mentre gli androgeni provengono dal nucleo dell'androstano, che contiene 19 atomi di carbonio.
Gli ormoni steroidei si possono suddividere in:
- glucocorticoidi
- mineralcorticoidi
- progesterone
- estrogeni
- androgeni

Lista di ormoni steroidei suddivisi per organo secretorio:
Corteccia del surrene
- Aldosterone
- Cortisolo
- Deidropiandosterone

Cute, rene e fegato
- 1,25-diidrossivitamina D3

Testicoli
- Testosterone
- 5α-Diidrotestosterone

Ovaio
- Estradiolo
- Progesterone

Placenta
- Estradiolo
- Progesterone

### Ormoni derivati da amminoacidi
Gli ormoni derivati da aminoacidi possono manifestare caratteristiche simili sia agli ormoni peptidici che agli ormoni steroidei, situandosi in un punto intermedio tra di essi. Nel presente gruppo sono inclusi gli ormoni tiroidei, le catecolamine e i derivati del triptofano. Gli ormoni tiroidei, prodotti dalle cellule follicolari della ghiandola tiroidea, sono chiamati iodotironine e derivano dalla combinazione di due nuclei di tirosina con lo iodio proveniente dall'alimentazione. Le catecolammine che possiedono effetti ormonali sono l'adrenalina e la noradrenalina. Queste sostanze vengono sintetizzate non solo dai neuroni del sistema nervoso simpatico, ma anche dalla midollare del surrene. Dal punto di vista chimico, sono derivate dall'amminoacido tirosina. La sintesi avviene attraverso la trasformazione della tirosina in dopa (diossifenilalanina). La dopa si converte successivamente in dopammina, che a sua volta viene trasformata in noradrenalina. Solo nella midollare del surrene, la noradrenalina subisce una trasformazione ulteriore per produrre adrenalina. Le catecolammine vengono immagazzinate all'interno della cellula e rilasciate in risposta alla liberazione locale di acetilcolina. Presentano un'emivita molto breve di circa 20 secondi e vengono inattivate tramite due meccanismi distinti: la degradazione, che avviene nel fegato, e il recupero all'interno delle cellule da cui sono state secrete. I derivati del triptofano includono la serotonina e la melatonina. La conversione del triptofano in serotonina avviene attraverso due passaggi enzimatici, mentre la melatonina si forma mediante metilazione della serotonina. Sia la serotonina che la melatonina sono peptidi di piccole dimensioni che, una volta prodotti, vengono immediatamente rilasciati nel circolo ematico.
Lista di ormoni derivati da amminoacidi suddivisi per organo secretore:
Sistema nervoso centrale e cellule enterocromaffini
- Serotonina

Ghiandola pineale
- Melatonina

Tiroide
- Triiodotirnonina
- Tiroxina

Midollare del surrene
- Adrenalina
- Noradrenalina

## Analoghi sintetici degli ormoni
Per numerosi ormoni sono stati realizzati analoghi caratterizzati da una struttura chimica e da un effetto endocrino equiparabili. Tra questi i più prescritti sono gli analoghi di estrogeni e progesterone, utilizzati soprattutto per la contraccezione farmacologica e per la terapia ormonale sostitutiva in menopausa; altri possono sostituire la tiroxina o gli steroidi. Analoghi dell'insulina vengono utilizzati nel trattamento del diabete mellito e analoghi dell'adrenalina sono usati in otorinolaringoiatria. Esistono inoltre analoghi di fattori di rilascio ormonale: ad esempio il tetracosactide al posto dell'ACTH o l'afamelanotide per la melanocortina.
Sono stati ampiamente utilizzati negli allevamenti da carne per favorire il precoce ingrasso del bestiame, in Europa questa modalità è stata vietata dal 1988.

## La regolazione del rilascio di ormoni
Fondamentalmente le sintesi sono sottoposte primariamente alla regolazione da retroazione (effetto feedback); questa sta alla base dell'equilibrio ormonale e lo fa tendere all'omeostasi, ma essa è bypassata dagli stimoli psichici provenienti dal cervello e dall'effetto cascata (livelli di ormoni inducono a loro volta l'attività agonistica o antagonistica di altri ormoni). I livelli specifici degli ormoni sono regolati dal sistema nervoso centrale, che riceve dei segnali da molti sensori interni ed esterni (es. segnali di pericolo, la composizione del sangue, la pressione sanguigna) e, in risposta a questi segnali, stimola le ghiandole endocrine dell'organismo a sintetizzare gli ormoni appropriati. La regione del cervello che regola i livelli degli ormoni è l'ipotalamo, che viene stimolato da questi segnali provenienti dall'ambiente a produrre specifici ormoni detti fattori di rilascio, che, raggiungendo l'ipofisi anteriore, stimolano quest'ultima a produrre un altro tipo di ormoni, le tropine. Le tropine attivano le ghiandole endocrine, stimolandole a produrre ormoni specificati e appropriati azione alla situazione.